# Křesťanská strana Rakouska
Křesťanská strana Rakouska (CPÖ) je malá rakouská strana založená na křesťanském fundamentalismu.

## Historie
15. října 2005 založil Alfons Adam stranu „Křesťané“. Dne 29. listopadu 2008 byl zvolen spolkovým předsedou Rudolf Gehring, načež skupina kolem Alfonse Adama stranu opustila a založila 13. ledna 2010 novou stranu s názvem „Křesťanská aliance“. Zásadní debata o názvu následovala ve straně „Křesťané“. S argumentem, že „křesťané“ je označení pro náboženství a nikoli politickou stranu, většina hlasovala pro její přejmenování na „Křesťanskou stranu Rakouska“. Federální stranická konference 12. listopadu 2011 potvrdila Rudolfa Gehringa ve funkci předsedy.

## Program
Hlavním bodem programu CPÖ je reorganizace společnosti na křesťanské Rakousko a „návrat náboženských hodnot v politické sféře, ale ne státního náboženství“. Dále se zajímá o témata typu: manželství a rodina, výchova a vzdělávání, ochrana života a kultury.
Mnoho členů a kandidátů dlouhodobě aktivně bojuje proti potratům.

### Manželství a rodina
Strana definuje manželství jako celoživotní, heterosexuální svazek. Celé daňové, sociální a pracovní právo by mělo být přizpůsobeno jejich rodinnému modelu („přirozené a bohem stanovené rozdělení rolí mezi muže a ženy“). Ostře vystupují proti LGBT skupině, protože podle nich popírá přirozenou genderovou identitu s cílem dát sexuální svévoli pseudovědecký základ. Podle jejího názoru mohou intaktní rodiny existovat pouze tehdy, pokud každodenní život není určován smilstvem a sexuálním excesem. Jsou toho názoru, že LGBT usiluje o „zrušení muže a ženy jako biologického pohlaví“.
Homosexualita je straníky vnímána jako léčitelná sexuální neuróza. Kvůli výše zmíněnému odporu vůči LGBT se staví proti tomu, aby stát prosazoval homosexualitu například prostřednictvím registrovaného partnerství.
Stranický časopis tvrdí, že homosexuální partnerství se vyznačuje vyšší rozvodovostí, nízkou věrností a častými změnami partnerů.

### Výchova a vzdělávání
Cílem vzdělávání by měly být podle CPÖ „hodnoty pravého, dobrého a krásného“; „předčasná“ nebo „bezhodnotová“ sexuální výchova je stranou odmítána jako podkopávání rodičovské autority a podněcování k agresivitě.

### Ochrana života
CPÖ prosazuje ochranu života od početí do přirozené smrti, chce aby byla „absolutní a měla přednost před všemi ostatními právními zájmy“. Strana také omítá umělé oplodnění.

### Kulturní a evropská politika
Strana definuje evropskou kulturu jako křesťanskou, která musí být zachována. Má být podle nich zavedena komplexní právní ochrana proti znevažování křesťanské víry a křesťanských organizací. Evropskou unii strana v její současné podobě odmítá, stejně jako Lisabonskou smlouvu. Z hlediska hospodářské politiky strana prosazuje sociálně tržní hospodářství. Dále CPÖ chce neutrální Rakousko se silnou spolkovou armádou, která by se používala výhradně k obraně.

## Kritika
Stranu kritizují různé LGBT sdružení, ale i samotní křesťané, např. se od nich distancovalo katolické ženské hnutí nebo diecéze Feldkirch, podle které nikdo v politice nemá monopol na křesťanské hodnoty.

## Volby
Prvními volbami, o které strana bojovala, byly zemské volby v roce 2008 v Dolních Rakousích. Hlavním tématem předvolební kampaně bylo odmítání potratů. Dalšími tématy bylo prosazování tzv. mateřského platu, rodinně přívětivější dotace na bydlení a rodinné volební právo. Strana získala 0,8 % hlasů a tedy žádný mandát, ale předstihla parlamentní BZÖ. Strana také celostátně kandidovala v zemských volbách v Tyrolsku v roce 2008  s 1,4 % hlasů. Při volbách do Národní rady 28. září 2008 strana soutěžila celostátně a dosáhla 0,63 %. 27. září 2009 strana kandidovala v zemských volbách v Horních Rakousích v čele s Marthou Zethoferovou, získala 0,43 % hlasů. Ve stejný den Daniel Dragomir kandidoval ve volbách do zastupitelstva v Atzbachu a dosáhl 2,16 %. V reakci na politický kurz ÖVP se Dragomir soustředil na dvě klíčové otázky: Na jedné straně chtěl vést kampaň proti údajné dominanci muslimů a na straně druhé s heslem: "ve společnosti nesmí být žádní gayové, budu proti tomu bojovat ze všech sil."
Tehdejší předseda Rudolf Gehring byl jedním ze tří kandidátů pro rakouské prezidentské volby 25. dubna 2010, ale získal jenom 5,4 % hlasů.
V zemských volbách v Dolních Rakousích v roce 2013 CPÖ znovu kandidovala, ale ztratila přes 90 % svých hlasů a dosáhla pouze 0,09 %.
Ve volbách do Národní rady v roce 2013 byla CPÖ schopna konkurovat ve spolkových zemích Burgenland, Horní Rakousy, Štýrsko a Vorarlbersko a dosáhla tak 6 647 hlasů neboli 0,14 procenta celostátně.
Ve volbách do Evropského parlamentu v roce 2014 CPÖ podpořila politicky a finančně Reformní konzervativce. Ti se však do Evropského parlamentu nedostaly.
V zemských volbách v Horních Rakousích v roce 2015 kandidovala CPÖ s Dragomirem jako hlavním kandidátem a dosáhla 0,36 % (-0,07%).
Ve volbách do Národní rady v roce 2017 kandidovala CPÖ pouze ve Vorarlbersku. Získala 425 hlasů (0,008 %).
CPÖ původně chtěla soutěžit ve volbách do Evropského parlamentu v roce 2019 v Rakousku. K tomu bylo potřeba nasbírat 2600 prohlášení o podpoře, ale CPÖ nedosáhla potřebného počtu.
Ve volbách do Národní rady v roce 2019 byla CPÖ schopna dosáhnout požadovaných prohlášení o podpoře pouze v Burgenlandu a získala 260 hlasů.  Pro říjnové zemské volby ve Vorarlbersku předložila CPÖ nominace ve třech ze čtyř vorarlberských volebních obvodů. Strana získala 426 neboli 0,26 % hlasů.